# Edward Kupiszewski
Edward Kupiszewski (ur. 18 czerwca 1940 w Czerwonce k. Makowa Mazowieckiego, zm. 8 sierpnia 2000 w Ostrołęce) – pedagog, poeta, prozaik, publicysta, działacz społeczny, uczestnik i animator życia literackiego, związany z Klubem Literackim „Narew”.

## Życiorys
Urodził się w rodzinie organisty, był synem Tadeusza i Stanisławy z d Siarkowskiej. Dzieciństwo i młodość spędził w Świętym Miejscu k. Przasnysza. Uczęszczał do SP w Krępie, następnie do Liceum Pedagogicznego w Ostrołęce (1960). W 1969 r. ukończył filologię polską na Uniwersytecie Warszawskim.
Od 1960 r. pracował jako nauczyciel w Szkole Podstawowej w Lipie k. Przasnysza, z przerwą na służbę wojskową w Koszalinie (1962–1963). W czasie służby wojskowej współpracował z Domem Kultury i red. „Żołnierza Polski Ludowej” w Koszalinie. W latach 1965–1968 pracował w SP w Osówcu k. Przasnysza, następnie w Liceum Ogólnokształcącym w Chorzelach (1968–1975). Był radnym i przewodniczącym MRN w Chorzelach (1969-74). W latach 1975–1982 pracował w Wojewódzkim Komitecie Zjednoczonego Stronnictwa Ludowego w Ostrołęce, a od 1982 r. jako nauczyciel w Studium Nauczycielskim, później w Zespole Kolegiów Nauczycielskich w Ostrołęce. Od 1960 r. aktywnie działał w Związku Nauczycielstwa Polskiego. Był członkiem i działaczem Towarzystwa Przyjaciół Ostrołęki, lektorem Towarzystwa Wiedzy Powszechnej. Prof. Zbigniew Chojnowski cytuje m.in. taką opinię studentki E. Kupiszewskiego, Edyty Pliszki: „Miał w sobie wiele ciepła, radości, miłości.To biło szczególnie od Niego! Ceniłam Go właśnie za Jego sposób bycia, rozmowę, podejście do innych. Był wspaniałym Człowiekiem!”
Był mężem Teresy z d. Liszewskiej, również nauczycielki, mieli cztery córki: Joannę Marię (ur. 1966), Ewę (ur. 1968), Bożenę (ur. 1970) i Hannę (ur. 1972). Od 1975 r. mieszkał w Ostrołęce. Spoczął na cmentarzu komunalnym w Ostrołęce w Alei Zasłużonych.

## Twórczość literacka
Jako poeta debiutował w 1956 na łamach „Nowej Wsi”. Poezje jego zamieszczały także inne pisma, takie jak „Poezja”, „Głos Nauczycielski”, „Poezja Dzisiaj”. Od 1972 r. należał do Korespondencyjnego Klubu Młodych Pisarzy. Był członkiem Grupy Poetyckiej „Narew”, później Klubu Literackiego „Narew”, od 1984 – Związku Literatów Polskich. Przez dwie kadencje był członkiem Zarządu ZLP. Należał do Stowarzyszenia Bibliotekarzy Polskich, z Miejską Biblioteką Publiczną w Ostrołęce współorganizował „Spotkania Literackie na Kurpiach”. Współpracował z „Tygodnikiem Ostrołęckim”. Był autorem m.in. stałych felietonów Rozmowy z córką i Listy do ojca. Założył pismo studenckie „Parnasik” (1992), wydawane przez Zespół Kolegiów Nauczycielskich w Ostrołęce, i był współtwórcą cyklu wieczorów literackich prowadzonych wspólnie z Ireną Knapik-Machnowską – Salon Literacki Ireny Knapik Machnowskiej i Edwarda Kupiszewskiego; w latach 1995–1996 był współwydawcą pisma pod tym samym tytułem. W latach 1989–1992 współredagował kwartalnik społeczno-artystyczny „Pracownia”. Był inicjatorem promocji literackiej i wydawniczej młodych utalentowanych poetów, współredaktorem wielu tomików poetyckich, współorganizatorem licznych konkursów, spotkań oraz imprez kulturalnych i literackich na Kurpiach i Mazowszu. Uczestniczył w Warszawskiej Jesieni Poetyckiej oraz w Międzynarodowym Listopadzie Poetyckim w Poznaniu.

## Poezja
- Okruchy iglastego serca, w: Arkusze Poetyckie Grupy „Narew”, Instytut Wydawniczy CRZZ: na zlec. Zakładowego Domu Kultury Ostrołęckich Zakładów Celulozowo-Papierniczych, Warszawa 1975, OCLC: (OCoLC)805374284
- Opisanie ciszy, Wydawnictwo „Iskry”, Warszawa 1976, OCLC: (OCoLC)750863298
- Nie bójcie się dnia, Ludowa Spółdzielnia Wydawnicza, Warszawa 1981, ISBN 83-205-3328-7.
- Błogosławiona niewierność, Towarzystwo Przyjaciół Ostrołęki; „IBiS”, Ostrołęka; Warszawa 2000, ISBN 8386236729, ISBN 83-88169-05-X.
- Wiersze zebrane, [red. Alfred Sierzputowski i Czesław Parzych], Towarzystwo Przyjaciół Ostrołęki, Ostrołęka 2005, ISBN 83-88169-36-X.

## Proza
- Kto był wyżej (opowiadania), Wydawnictwo „Iskry”, Warszawa 1979, ISBN 83-207-0104-X.
- Miałbym taki piękny pogrzeb, Wydawnictwo „Iskry”, Warszawa 1979, ISBN 83-207-0359-X.
- Koniak dla Anioła Stróża, Ludowa Spółdzielnia Wydawnicza, Warszawa 1984, ISBN 83-205-3507-7.
- Wiara, nadzieja, miłość, Wydawnictwo „Iskry”, Warszawa 1985, ISBN 83-207-0671-8.
- Pokochać w sierpniu, Ludowa Spółdzielnia Wydawnicza, Warszawa 1985, ISBN 83-205-3714-2.
- Ktoś powiedział, Ludowa Spółdzielnia Wydawnicza, Warszawa 1987, OCLC: (OCoLC)177264030
- Miłość zostawia ciszę, Ludowa Spółdzielnia Wydawnicza, Warszawa 1989, ISBN 83-205-4221-9.
- Za grzechy cudze i własne, Ludowa Spółdzielnia Wydawnicza, Warszawa 1999, ISBN 83-205-4546-3.
- Cień kwitnącej akacji, Ludowa Spółdzielnia Wydawnicza; Towarzystwo Przyjaciół Ostrołęki, Warszawa; Ostrołęka 2001, ISBN 83-205-4546-3.
- Wieczerza w Rajskiej Dolinie, [red. Teresa Kupiszewska, Czesław Parzych], Towarzystwo Przyjaciół Ostrołęki, Ostrołęka 2010, ISBN 978-83-88169-61-8.

Był również autorem słuchowisk radiowych: Dług oraz Miałbym taki piękny pogrzeb.

## Nagrody i wyróżnienia
- Nagroda im. Stanisława Piętaka za Pokochać w sierpniu (1985)
- Nagroda „Tygodnika Ostrołęckiego” za Rozmowy z córką (1986)
- III nagroda w konkursie Ludowej Spółdzielni Wydawniczej za powieść Ktoś powiedział (1989)
- Krzyż Kawalerski Orderu Odrodzenia Polski
- Medal Komisji Edukacji Narodowej
- Złota Odznaka ZNP
- Odznaka „Za zasługi dla województwa warszawskiego”
- Odznaka „Zasłużony Działacz Kultury”
- Odznaka „Za zasługi dla województwa ostrołęckiego”
- Nagroda Ministra Edukacji Narodowej
- Nagroda Prezydenta Ostrołęki za twórczy wkład w rozwój życia kulturalnego miasta (2000)
- Nagroda im. W. Hulewicza (pośmiertnie)

Źródło: Słownik biograficzny Kurpiowszczyzny XX wieku.

## Upamiętnienie
Od 2005 r. jedno z rond drogowych w Ostrołęce nosi imię Edwarda Kupiszewskiego.
W 2016 Związek Kurpiów apelował o nazwanie ulic we wsiach i miastach na terenie regionu nazwiskami ważnych dla Kurpiów postaci historycznych, wśród nich Kupiszewskiego.